# 亞基斯三世
亞基斯三世 （？—前331年，統治期間 前338年–前331年），為第20位欧里庞提德世系的斯巴達國王。亞基斯三世是阿希達穆斯三世之子，他在前338年從其父手上接下王位，儘管他的統治期間不長，但這段時間對斯巴達而言是多事之秋，繼位不久，斯巴達的地位因馬其頓國王腓力二世崛起而逐漸下滑。
在前333年時，亞基斯三世搭上一艘三列槳座戰船前往愛琴海某處會見波斯阿契美尼德王朝指揮官法那巴佐斯和奧托弗拉達提斯，要求
波斯提供金錢和軍備來對付馬其頓王國，但這時波斯在伊蘇斯戰役大敗的消息傳來，使波斯無法提供大量的資助，僅僅留下30塔蘭同和10艘戰船給斯巴達，而亞基斯三世先派遣其弟阿格西萊前往克里特島，盡可能爭取當地站在斯巴達這一方，而這措施獲得顯著成功。
在前331年，當馬其頓的領地色雷斯發生叛變，而且馬其頓將軍左皮里翁在入侵斯基泰時遭到毀滅，趁著這個機會，斯巴達和其盟友向馬其頓宣戰。亞基斯三世設法招募伊蘇斯戰役的希臘僱傭軍倖存者，而這支曾在波斯軍隊服役8,000名戰士經驗豐富，更渴望在戰場上對馬其頓人復仇，如此一來大大的增強斯巴達軍隊的實力，並擊敗馬其頓在伯羅奔尼撒半島的科林斯駐軍司令。亞基斯試圖建立一個反馬其頓陣營，雖然雅典保持中立，但亞該亞人、阿卡迪亞人和伊利斯人都成為斯巴達的盟友，但阿卡迪亞重要的城市邁加洛波利斯堅決反對斯巴達，使亞基斯開始圍攻邁加洛波利斯。
邁加洛波利斯一直堅守到馬其頓攝政安提帕特前來救援，兩軍在邁加洛波利斯戰役展開會戰，而斯巴達遭到擊敗，亞基斯三世戰死，而斯巴達國勢更為衰弱。